# Leonor Fini

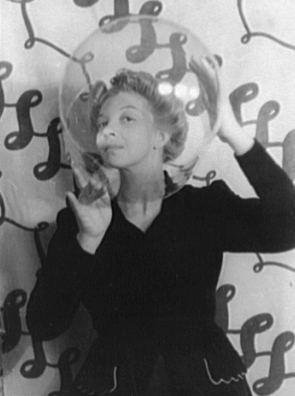
Leonor Fini

Leonor Fini (Buenos Aires, 30 augustus 1907 — Parijs, 18 januari 1996) was een Argentijns surrealistisch kunstschilder. 

## Leven en werk
Fini had een Italiaanse moeder en een Argentijnse vader, die de familie verliet, toen zij nog zeer jong was. Leonor Fini groeide op in de Italiaanse stad Triëst en ging naar Parijs om kunstschilder worden. Daar kwam zij in aanraking met het werk van Paul Eluard, Max Ernst, Georges Bataille, Henri Cartier-Bresson, André Pieyre de Mandiargues en Salvador Dalí. Gedurende de jaren 1945-1948 had ze een verhouding met graaf Sforza-Galeazzo Sforza.
Zij schilderde portretten, zoals van Jean Genet, Anna Magnani, Jacques Audiberti, Alida Valli en Suzanne Flon. Zij ontwierp ook kostuums en decors voor het theater. Veel van haar recentere schilderijen behandelen erotische fantasieën en de dood. In de jaren zestig en zeventig van de twintigste eeuw, schreef zij drie romans en raakte bevriend met Jean Cocteau, Giorgio de Chirico en Alberto Moravia.